# Fédération de football d'Asie de l'Est
La Fédération de football d'Asie de l'Est, ou (en) East Asian Football Federation (EAFF), est une fédération internationale de football regroupant des fédérations nationales d'Asie de l'Est.
Cette fédération est accréditée par la FIFA. Elle organise la Coupe d'Asie de l'Est de football depuis 2003.

## Fédérations membres
L'EAFF a dix fédérations membres. Créée à l'origine par 9 pays fondateurs, elle est rejointe en 2008 par la fédération des Îles Mariannes du Nord, qui n'est pas un membre reconnu pour le moment par la FIFA,  mais qui est membre permanent de l'AFC depuis 2020.

Fédérations membres

| Nation                 | Fédération | Équipe nationale                                                                  | Championnat national | Membre depuis |
| Chine                  | Fédération | Équipe de Chine de football Équipe de Chine de football féminin                   | Championnat          | 2002          |
| Taipei chinois         | Fédération | Équipe de Taipei chinois de football Équipe de Taipei chinois de football féminin | Championnat          | 2002          |
| Corée du Nord          | Fédération | Équipe de Corée du Nord de football Équipe de Corée du Nord de football féminin   | Championnat          | 2002          |
| Corée du Sud           | Fédération | Équipe de Corée du Sud de football Équipe de Corée du Sud de football féminin     | Championnat          | 2002          |
| Guam                   | Fédération | Équipe de Guam de football                                                        | Championnat          | 2002          |
| Hong Kong              | Fédération | Équipe de Hong Kong de football                                                   | Championnat          | 2002          |
| Îles Mariannes du Nord | Fédération | Équipe des îles Mariannes du Nord de football                                     | Championnat          | 2008          |
| Japon                  | Fédération | Équipe du Japon de football Équipe du Japon de football féminin                   | Championnat          | 2002          |
| Macao                  | Fédération | Équipe de Macao de football                                                       | Championnat          | 2002          |
| Mongolie               | Fédération | Équipe de Mongolie de football                                                    | Championnat          | 2002          |